# الاحتلال التركي لشمال سوريا
احتلّت القوات المسلحة التركية والقوّات التّابعة لها عدّة مناطق من محافظات حلب، الرقة والحسكة شمال سوريا، خلال الحرب الأهلية السورية. على الرغم من أن هذه المناطق تعترف اسميًا بحكومة تابعة للمعارضة السورية، فإنها تشكل في الواقع كيانًا سياسيًّا منفصلًا تحت حكم السلطة المزدوجة للمجالس المحلية اللامركزية والإدارة العسكرية التركية.
المناطق التي تسيطر عليها تركيا في سوريا مساحتها 8835 كم² وتضمّ أكثر من 1000 بلدة، بما في ذلك مدن مثل عفرين، تل أبيض، رأس العين، الباب، أعزاز، دابق، جرابلس، جنديرس، راجو وشيخ الحديد. تم الاستيلاء على غالبية هذه المناطق بعد طرد مقاتلي تنظيم الدولة الإسلامية وشنّ عمليات عسكرية ضد مناطق قوات سوريا الديمقراطية، إذ تعتبر الحكومة التركية كل من داعش وقوات سوريا الديمقراطية منظمات إرهابية، لكن على الرغم من الهجمات ضدهما للاستيلاء على الأرض إلا أن بعض البلدات مثل أعزاز كانت بالفعل تحت سيطرة المُعارضة السورية قبل التدخل التركي. انتقلت الحكومة السورية المؤقتة إلى المناطق التي تسيطر عليها تركيا وبدأت في بسط سلطة جزئية هناك، مثل تقديم الوثائق للمواطنين السوريين. منذ مايو 2017، بدأت تركيا في اعتبار المنطقة «منطقة آمنة».

## خلفية

### مقترحات لمنطقة آمنة 2013-14

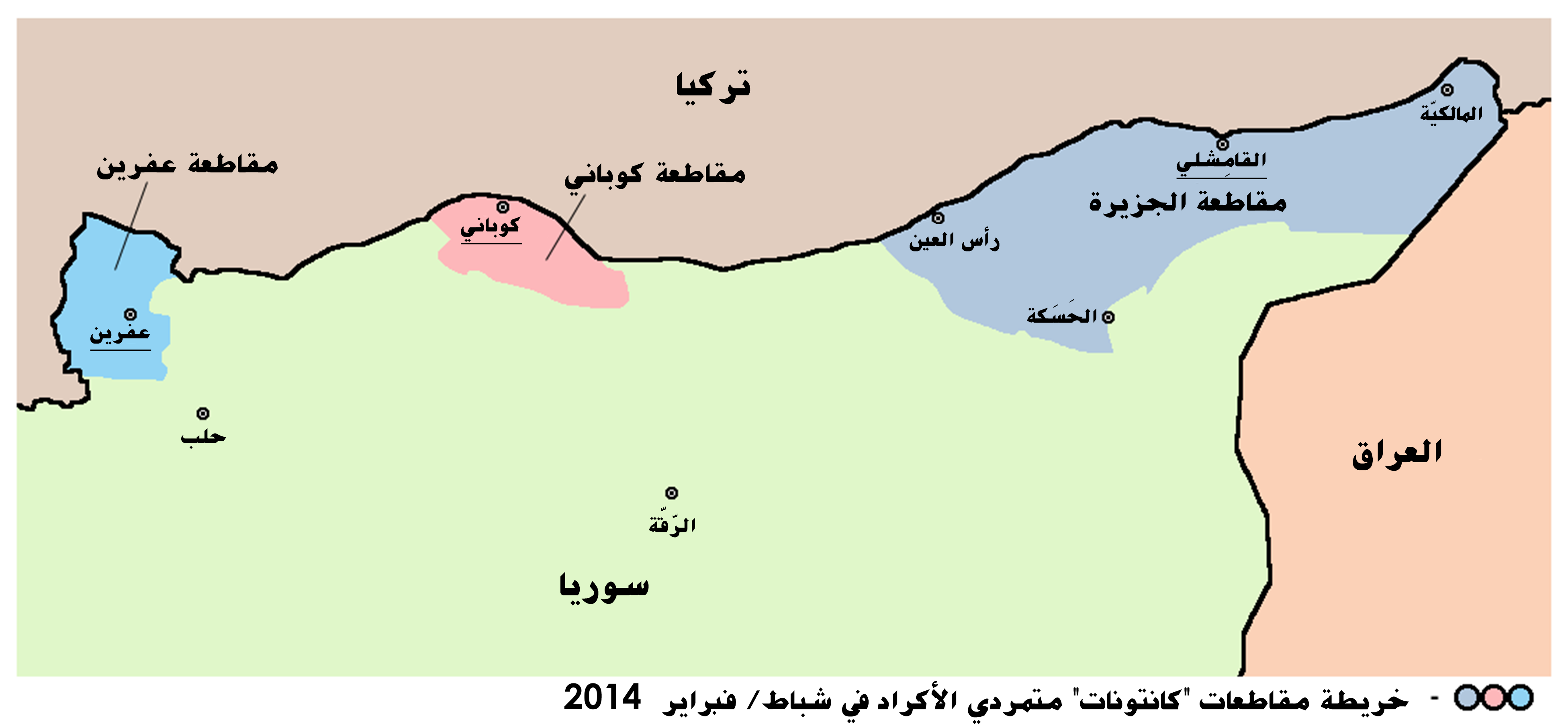
الوضع في عام 2014. اقترحت تركيا إقامة منطقة آمنة في سوريا بين كوباني (الوردي) وعفرين (الأزرق القانئ) لعدة سنوات.

اقترحت تركيا والمعارضة السورية إقامة منطقة آمنة تضم بعض مناطق شمال سوريا في عام 2013، لكن الولايات المتحدة والدول الغربية الأخرى لم تكن على استعداد لقبول هذه الخطط.  بعد تقدم داعش في العراق، تفاوضت تركيا والولايات المتحدة حول «منطقة آمنة»، بينما رحّبت الولايات المتحدة بـ «منطقة حُرّة من داعش»، وكان المسؤولون الأمريكيون يترددون في قبول منطقة حظر الطيران.

### الدعم الأوروبي
بعد هجمات داعش في سوريا، فر عشرات الآلاف من المسيحيين واليزيديين إلى تركيا.في بداية عام 2015 ، بدأ اللاجئون بعبور الحدود التركية اليونانية، باتجاه الدول الأوروبية بأعداد هائلة. أدى تدفق اللاجئين الضخم إلى إعادة النظر في إنشاء منطقة آمنة للمدنيين في سوريا. في فبراير 2016، قالت المستشارة الألمانية أنغيلا ميركل: «في الوضع الحالي، سيكون من المفيد أن يكون هناك مثل هذه المنطقة التي لا يُسمح فيها لأي من الطرفين بشن هجمات جوية - أي نوع من منطقة حظر طيران».

### المفاوضات الأمريكية التركية

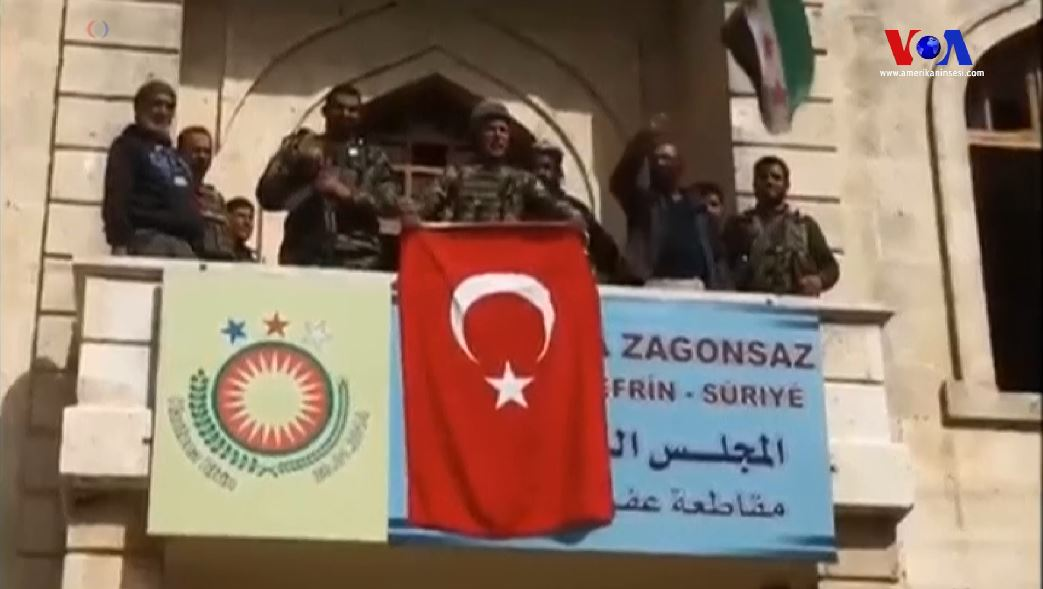
جنود أتراك ومقاتلون من الجيش السوري الحر المدعوم من تركيا يستولون على مقر الحكومة المحلية لمنطقة عفرين، التي تتبع للإدارة الذاتية الكردية بقيادة حزب الاتحاد الديمقراطي، 18 مارس 2018

تعتبر تركيا أن وحدات حماية الشعب الكردية تشكل تهديداً عليها بسبب علاقاتها القوية مع حزب العمال الكردستاني. من ناحية أخرى، أكدت الولايات المتحدة أنه على الرغم من أنها تعتبر حزب العمال الكردستاني منظمة إرهابية، إلا أن وحدات حماية الشعب هي لاعب متميز، وتشكل أحد الحلفاء الرئيسيين للولايات المتحدة في حربها ضد داعش.
كان هناك نقاش آخر حول اسم المنطقة الآمنة. فرينما وصفت تركيا المنطقة بأنها «منطقة آمنة من داعش والنظام السوري والقوات الكردية»، إلا أن الولايات المتحدة أعلنت أنها لن تقبل سوى «منطقة خالية من داعش».
على عكس وجهة نظر الكثيرين، ليس الأكراد هم فقط الذين لا يريدون نشر القوات التركية مرة أخرى في سوريا. هناك معارضة شديدة للخطة التركية من جانب جميع مكونات المجتمع السوري، بما في ذلك العرب والأكراد والتركمان والشركس والمسيحيين، خصوصًا الآشوريين والسريان الذين يعارضون نشر القوّات التركيّة بشدّة. بالنسبة للعديد من هذه المجموعات، فإن الوجود الأمريكي في سوريا موضع ترحيب كبير. كانت تصريحات نائب مساعد وزير الدفاع الأمريكي مايكل مولروي مفادها أن الولايات المتحدة كانت هناك موضعَ ترحيبٍ كبير لفترة طويلة. 

## الامتداد
تقع أراضي المنطقة الخاضعة للسيطرة التركية بالكامل داخل المناطق الشمالية من محافظة حلب، حيث يقع الطرف الجنوبي من المنطقة على بعد 40 كم شمال شرق حلب. في 26 فبراير 2018 أصبحت الأرض متصلة بمحافظة إدلب التي تخضع لسيطرة المتمردين من قوّات المُعارضة وجبهة النصرة.
استولت القوات المدعومة من تركيا على مساحة 2225 كيلومتراً مربعاً أثناء عملية درع الفرات. شملت المناطق التي تم الاستيلاء عليها خلال العملية قرى تقع بين أعزاز والراعي، مثل كفر كلبين، كفرة، صوران، إحتيملات، دابق تركمان بارح، كفر الورد، الغوز، غيطون، أخترين، الباروزة، تلتانة، كلجبرين، قبة التركمان، غندورة، عرب حسن صغير، المحسنة، قباسين، وحلونجي.
في أعقاب عملية غصن الزيتون، وسّعت القوات المدعومة من تركيا منطقة الاحتلال مع الاستيلاء على منطقة عفرين بأكملها. بالإضافة إلى مركزها الإداري (عفرين)، تضم المنطقة بلدات مثل بلبل، معبطلي، راجو، جنديرس، شران وشيخ الحديد. حسب الإحصاء السوري لعام 2004، كان عدد سكان المقاطعة 172,095.
ظهرت أطماع أخرى من جانب الحكومة التركية للاستيلاء على المناطق الخاضعة لسيطرة قوات سوريا الديمقراطية من خلال هجومها غرب الفرات لضمّ تلك المناطق إلى «المنطقة الآمنة»، وذلك يشمل عدة مدن مثل منبج والعريمة. 

## السكان
المنطقة التي تسيطر عليها تركيا متنوعة عرقيًا، يسكنها في الغالب التركمان والعرب والأكراد واليزيديون، مع الأقليات الشركسية بالقرب من أعزاز. فرّ أكثر من 200000 شخص من منطقة عفرين خلال الهجوم التركي بحلول مارس 2018.

## السياسة والإدارة
تخضع منطقة الاحتلال رسمياً للحكومة السورية المؤقتة، وهي حكومة بديلة تتبع للمعارضة السورية، مقرها في أعزاز. على الرغم من ذلك، تخضع المنطقة فعليًا لعدد من المجالس المحلية المستقلّة التي تعمل عن كثب مع تركيا.  بشكل عام، تمارس تركيا تأثيرًا مباشرًا على حكومة المنطقة، وتم تعيين مسؤولين مدنيين أتراك مثل المحافظين للإشراف على المنطقة. وفقًا لذلك، فإن تركيا بصدد تشكيل كيان مستقل في شمال سوريا، وقد جادل الخبير الإقليمي جوشوا لانديس بأن تركيا «على استعداد إلى حد ما، إلى ضم هذه المنطقة» لمنع الحكومة السورية من استعادتها. قال وزير الداخلية التركي سليمان صويلو في يناير 2019 أن شمال سوريا هو «جزء من الوطن التركي» وفقًا لميثاق ميلو عام 1920.

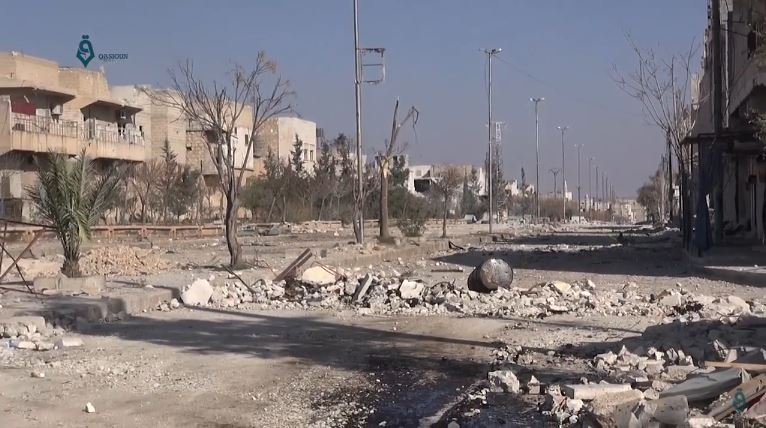
منذ بدء تدخلها في سوريا، سعت تركيا لإعادة بناء المناطق المدمرة الخاضعة لسيطرتها (في الصورة: مدينة الباب المدمرّة) وأرادت استعادة المجتمع المدني.

منذ إنشاء المنطقة، سعت السلطات التركية إلى استعادة المجتمع المدني في المناطق الخاضعة لسيطرتها كما سعت إلى ربط المنطقة بتركيا. وكجزء من هذه الجهود، تم تجريد البلدات والقرى من السلاح من خلال تفكيك نقاط التفتيش العسكرية ونقل الميليشيات المحلية إلى الثكنات والمخيمات خارج المناطق التي يسكنها المدنيون. تموّل تركيا أيضًا التعليم والخدمات الصحية، وتدعم اقتصاد المنطقة، وقد دربت قوّة شرطة جديدة.  يصف بعض السكان المحليين هذه التطورات بأنها «تتريك» للمنطقة. ومع ذلك، فقد قبل العديد من السكان المحليين هذه الإجراءات أو حتى رحبوا بها، لأنهم يعتقدون أن المنطقة أفضل حالًا اقتصاديًا وسياسيًا واجتماعيًا كمحميّة تركيّة.

### الحكومة المحلية
تشكل المجالس المحلية الحكومة الرئيسية في المنطقة، وتعمل بشكل مستقل إلى حد كبير.
بعد غزو منطقة عفرين، تم تشكيل مجالس مدنية لحكم المنطقة وإعادة بنائها. تم تنظيم أول مجلس مؤقت من قبل الجمعية المستقلة لأكراد سوريا المدعومة من تركيا، في مارس 2018 للإشراف على المساعدات والتعليم والإعلام في المنطقة. لكن تم استبدال هذا المجلس لاحقًا بمجلس مؤقت تم إنشاؤه في مدينة عفرين في 12 أبريل.  ويضم المجلس الأخير، الذي عيّنه شيوخ المدينة، أحدَ عشرَ كرديًا وثمانية عرب وتركمانيًا واحدًا. صرّح زهير حيدر، وهو مُمثّل كردي تم تعيينه رئيسًا للمجلس، بأن الانتخابات ستكون أكثر ديمقراطية في حال عودة المواطنين المشردين. انتقد مسؤولو حزب الاتحاد الديمقراطي الكردي المجلس واتّهموه بالعمل مع «قوة احتلال». في 19 أبريل، تم أيضًا إنشاء مجلس محلي في جنديرس.

### الوحدات المسلحة

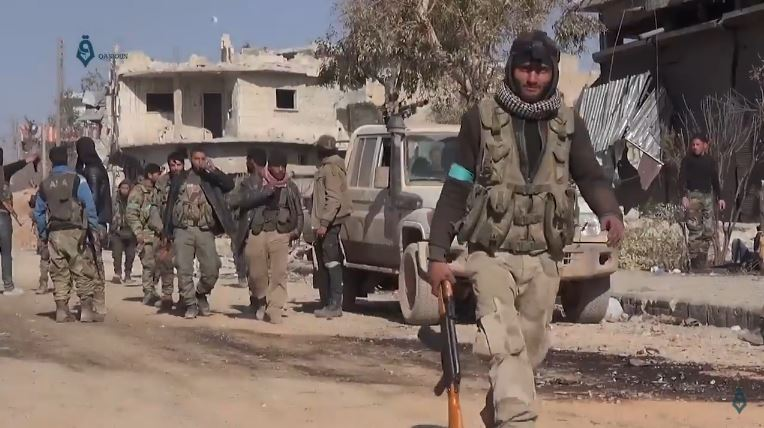
مقاتلو الجيش السوري الحر المدعوم من تركيا في عام 2016

في 30 أيار/مايو 2017، تم تشكيل الجيش السوري الحر المدعوم من تركيا (المعروف بين أوساط المعارضة بـ «الجيش الوطني السّوري») الذي يتألف من المتمردين السوريين العرب والتركمان العاملين في شمال سوريا، وكان معظمهم جزءًا من عملية درع الفرات أو الجماعات النشطة في المنطقة والمتحالفة مع المجموعات المشاركة في العملية. الهدف العام للمجموعة هو مساعدة تركيا في إنشاء «منطقة آمنة» في سوريا وإنشاء «جيش وطني»، يعمل في الأرض المكتسبة نتيجة للتدخل العسكري التركي والاستجابة للحكومة السورية المؤقتة.
بحلول أغسطس 2018، كان يُنظر إلى الجيش الحر المدعوم من تركيا على أنه «كتلة عسكرية منظمة» تغلّب إلى حد كبير على الفصائل المزمنة التي أثرت تقليديًا على المتمردين السوريين. وقد تم إنشاء كليات عسكرية، كما تم تحسين التدريب والانضباط. على الرغم من أن المصادمات والعنف بين الوحدات ما زالت تحدث، لكنها لم تعد خطيرة كما كانت في البداية. تم إنشاء محكمة عسكرية في الباب، وتم تنظيم شرطة عسكرية للإشراف على الانضباط،  وتم منح السلطات المدنية المحلية المزيد من السلطة على الجماعات المسلحة. ومع ذلك، حاولت معظم الميليشيات الحفاظ على استقلاليتها إلى حد ما، مع سيطرة الحكومة المؤقتة عليها قليلاً. لتحقيق تشكيل جيش وطني جديد دون المجازفة بتمرد، مارست تركيا ضغطًا ضعيفًا على المجموعات المختلفة بينما عاقبت فقط الأكثر تفكيرًا وخلقًا. قبلت وحدات الجيش السوري الحر في المنطقة، منظّمة «المجلس الإسلامي السوري» الذي يتخذ من إسطنبول مقراً له، كسلطة دينية. يتم دفع رواتب مقاتلي الجيش الحر من قبل الحكومة التركية، على الرغم من أن انخفاض قيمة الليرة التركية بدأ يسبب استياء بين وحداته بحلول منتصف عام 2018. لاحظ أحد المقاتلين أنه «عندما بدأت الليرة التركية تفقد قيمتها مقابل الليرة السورية أصبحت رواتبنا لا قيمة لها».

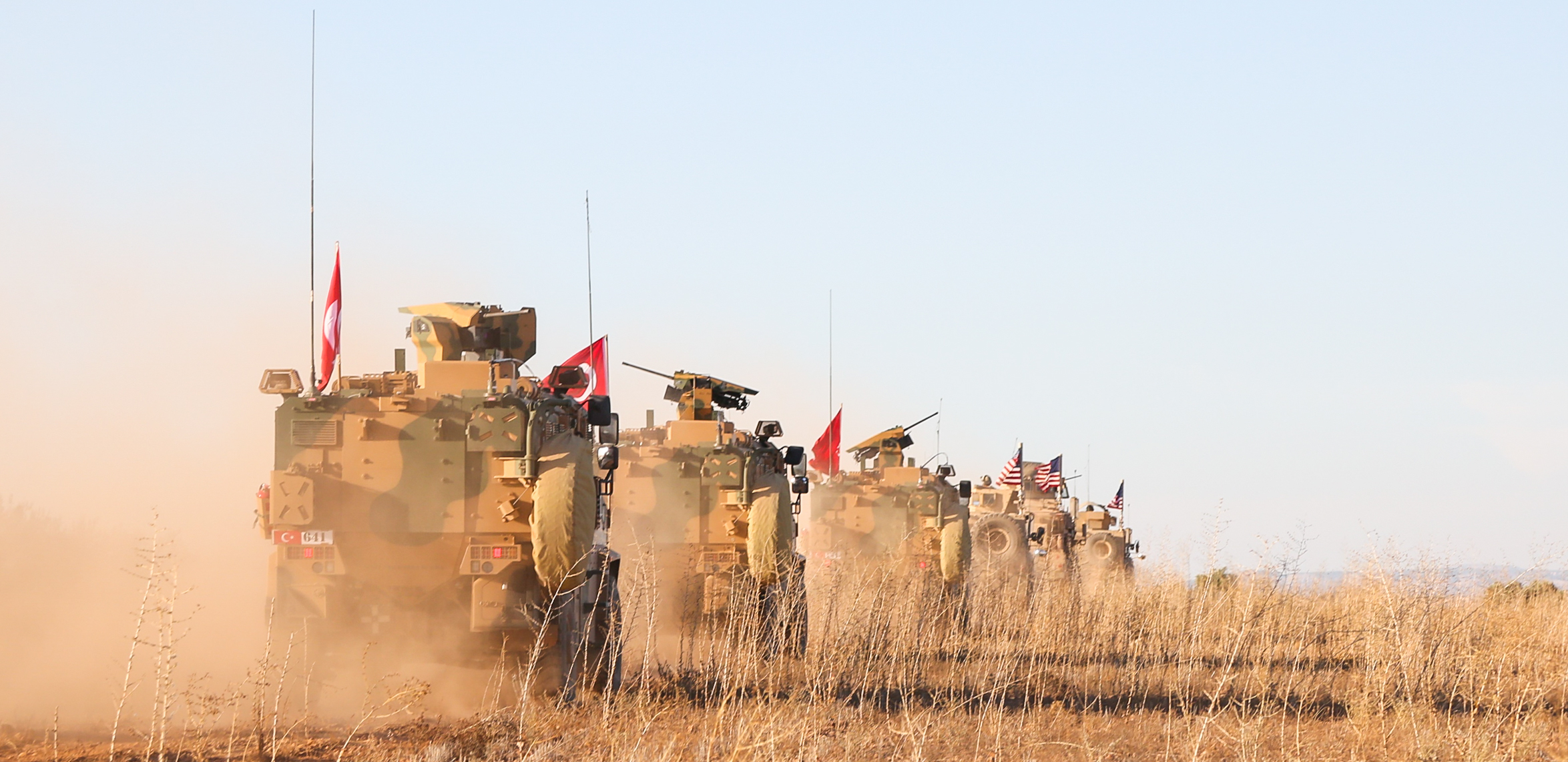
جنود أتراك وأمريكيون يقومون بدورية مشتركة خارج منبج، 1 نوفمبر 2018

بحلول يوليو 2018، قامت القوات المسلحة التركية ببناء ما لا يقل عن ست قواعد عسكرية في المنطقة، «مما أثار مخاوف من أن الجيش التركي قد يستقر لفترة طويلة الأجل في شمال سوريا».

### السياسة في منطقة عفرين
منذ بدء العملية العسكرية التركية، فرّ ما بين 350,000 - 250,000 كردي من منازلهم، وقد انتقلوا للعيش كلاجئين في معسكرات مؤقتة داخل المناطق الخاضعة لسيطرة كل من القوات الكردية والقوات الحكومية قرب مدينة حلب. استنادًا لتقرير أعدّه مجلس حقوق الإنسان التابع للأمم المتّحدة، يُعاني هؤلاء من قلّة الماء والغذاء وسط ظروف غير إنسانية. بينما بقيَ حوالي 100,000 شخص في عفرين بعد الاجتياح التركي، ويعانون كذلك من ظروف معيشيّة صعبة ويتعرّضون للاعتقالات ونهب الممتكات والأعمال التعسّفية من قبل أفراد الجيش التركي والجماعات الإسلامية السورية المدعومة منه، وفق ذلك التقرير. وقد شكّل الوضع تحت السيطرة التركية خطرًا على الثقافة والهويّة الكرديّة وعلى سكّان عفرين من الأقليات.

#### حقوق الإنسان
يتعرّض المدنيّون الأكراد لمضايقات من الجيش التركي، كالتهديد والتجهير والخطف والاختفاء القسري والسرقة والقتل أحيانًا، كما يتم منعهم من الذهاب للعمل ممّا أدى لتدهور أوضاعهم الاقتصادية. لقد عملَ الجيش التركي على تشريد السكّان المسيحيين، اليزيديين والعلويين من المنطقة. تعمل الجماعات الإسلاميّة المُسيطرة على نشر المعتقدات المتطرّفة وتُهدّد ثقافة التسامح الديني عبر الحثّ على الكراهية تجاه الديانات الأُخرى. يُعتبر المجتمع اليزيدي في عفرين، والذي يضمّ ما بين 20 إلى 30 ألف شخص، مهدّدًا بشكل خاص. حيث تعرّضت قُراهم لهجمات من الجيش التركي مما أدى لهروب معظمهم.
اتّخذت تركيا عدّة إجراءات استهدفت الطبيعة الاجتماعية للمنطقة وحملت تغييرات عدّة، منها:
- يُجبر الأكراد على استخدام إحدى اللغتين العربية أو التركيّة، كما أن أسماءهم تكون بإحدى هاتين اللغتين.
- لا يُسمح لرجال الدين والأئمّة بالعمل سوى أولئك الذين يحصلون على موافقة المديريات التركية للشؤون الإسلامية، يُنظر إلى هؤلاء على أنهم متشدّدين دينيًا.
- تُجبر المرأة على ارتداء الحجاب ولم تعد تتمتع بحقوق متساوية مع الرجل.

#### سياسة إعادة التوطين
بعد أن استولت القوات التي تقودها تركيا على منطقة عفرين في أوائل عام 2018، بدؤوا في تنفيذ سياسة إعادة التوطين من خلال نقل مقاتليهم العرب غالبًا، واللاجئين من جنوب سوريا، إلى المنازل الفارغة التي تعود إلى السكان المحليين النازحين. وغالبًا ما مُنع أصحاب هذه المنازل السابقون، والّذين معظمهم من الأكراد أو اليزيديين، من العودة إلى عفرين.  رغم أن المجالس المدنية وبعض الميليشيات الكردية المُشاركة في الحكم التركي العسكري، عارضوا سياسات إعادة التوطين هذه، إلا أن معظم الوحدات المسلحة الموالية لتركيا قد دعمتها بالكامل. قال لاجئون من الغوطة الشرقية لدمشق إنهم جزء من «التغيير الديموغرافي المنظم» الذي كان من المفترض أن يحلّ بأغلبية عربيّة مكان سكان عفرين الأكراد.

#### الجدار العازل
عملَ الجيش التركي ابتداءً من 8 أبريل 2019 على بناء جدار إسمنتي يبلغُ ارتفاعه 3 أمتار، يُحيط بمدينة عفرين، ويحوي أبراج مراقبة عسكرية، وذلكَ بعد عمليات هدم للمباني السّكنية والمؤسسات الخدميّة والمزارع واقتلاع الأشجار في القرى التّابعة لعفرين بالأخصّ قرية جلبل. ويُخطّط أن يصل طول الجدار إلى 70 كيلومتر، أُنجز منها حتى منتصف مايو: 2500 متر في قرية جلبل، وفي قرية مريمين 400 متر، و300 متر في قرية كيمار، وتسعى تركيا لإيصاله من مريمين شمالًا إلى كيمار جنوبًا ممّا سيؤدي لفصل المدينة عن باقي الأراضي السورية بالكامل. بالمُقابل فإن الفصائل المسلّحة الموالية لتركيا تنفي وجود هدف لفصل المدينة وتقول أن التّحرك التركي يهدف لإقامة مواقع مراقبة ونقاط للجيش التركي.

### مُحاولات التتريك
سعت الحكومة التركية بدعم الفصائل المسلّحة الموالية لها إلى نشر اللغة والثقافة التركية في المناطق الخاضغة لسيطرتها، وربط هذه المناطق بتركيا مباشرةً، ممّا أدى لتوجيه عدّة جهات سوريّة، خصوصًا الحكومة السورية والإدارة الذاتية الكردية، اتهامات لأنقرة بالعمل على تتريك المنطقة لضمّها إلى تركيا. إذ عملت تركيا على تغيير أسماء بعض القرى والأحياء والمعالم من اللغتين العربية والكردية إلى التركيّة، كتغيير اسم الساحة الرئيسية بعفرين إلى«ساحة كمال أتاتورك»، وتغيير ساحة باسم الرمز الكردي «كاوه الحداد» -بعد هدم تمثاله- إلى «دوّار غصن الزيتون»، وتسمية الحديقة العامة بأعزاز بحديقة «الأمّة العثمانية»، إضافة إلى استخدام الكتابات التركية إلى جانب العربية في المؤسسات والمستشفيات والمدارس، وإطلاق أسماء ضبّاط أتراك عليها، معَ فرض التعليم باللغة التركية وافتتاح فروع للجامعات والشركات التركية. كما عملت على جعل عفرين تحت إدارة ولاية هاتاي عبر تعيين حاكمها لموظّفين رسميين أتراك للعمل في الشؤون العسكرية والإدارية، إضافة إلى رفع الأعلام التركيّة وصور رجب طيب أردوغان في المباني الإداريّة، ونشر بطاقات الهويّة التركية بين السكان.
تقول الحكومة التّركية أن لها صلة وثيقة مع الشمال السّوري، عبر ادّعائها بملكيّتها لمجموعة من القرى بريف إدلب، وأن أجزاءً من مدينةِ الباب بمحافظة حلب تعود ملكيّتها لعائلة السلطان عبد الحميد الثاني، كما خطّطت لتحويل منزل في منطقة عفرين إلى متحف بحجّة أن مصطفى كمال أتاتورك استخدمهُ كقاعدة خلال الحرب العالمية الأولى.

## القانون
نظمت تركيا سلطة جديدة لتطبيق القانون في المنطقة في أوائل عام 2017 تحت اسم «الشرطة الحرة» التي تنقسم إلى الشرطة الوطنية وقوات الأمن العام. تضم الشرطة الحرة كلاً من الضباط من الذكور والإناث. يتم تدريبها وتجهيزها ودفعها من قبل السلطات التركية، وبالتالي فهي موالية للدولة التركية. 
تنقسم الشرطة الوطنية برئاسة الرائد عبد الرزاق أصلان تنقسم إلى قوة الشرطة المدنية والقوات الخاصة. يتم تدريب معظم أفراد الشرطة في أكاديمية الشرطة الوطنية التركية. للحفاظ على الأمن في منطقة عفرين، استخدمت تركيا أيضًا أعضاء سابقين من «شرطة الغوطة الشرقية الحرة» الذين انتقلوا إلى شمال سوريا بعد نهاية حصار الغوطة الشرقية.

## الاقتصاد
بحلول تموز (يوليو) 2018، كانت تركيا تلعب «دورًا بارزًا ومثير للجدل بشكل متزايد في الاقتصاد المحلي في المنطقة». استثمرت بكثافة في المنطقة، وعملت على توفير فرص العمل والمساعدة في إعادة بناء الاقتصاد. قامت مشاريع التطوير التي تقودها تركيا بإعادة البنية التحتية مثل السدود والكهرباء والطرق. قامت الشركات التركية الخاصة، مثل شركة الإتصالات التركية، والصناعيين المستقلين وجمعية رجال الأعمال، بعدة مشاريع في المنطقة، كما عمل بجانبها عدد من الشركات ورجال الأعمال السوريين. كانت إحدى النتائج الإشكالية للتأثير الاقتصادي لتركيا هي أن أزمة العملة والديون في البلاد أثرت أيضًا على المنطقة، حيث تدفع تركيا الرواتب والخدمات بالليرة التركية التي انخفضت قيمتها إلى حد كبير خلال عام 2018، مما أضرّ بالاقتصاد المحلي. 

### السياحة
نتيجة للغزو الذي قادته تركيا، انهار قطاع السياحة في عفرين الذي نجا من الحرب الأهلية حتى تلك اللحظة. بعد انتهاء القتال المفتوح بين قوات سوريا الديمقراطية والقوات الموالية لتركيا، حاولت تركيا إعادة الاستقرار إلى المنطقة وإنعاش السياحة المحلية. لقد أزالت الرقابة المشددة على الزوار والمارة الذين كانوا موجودين في السابق تحت الإدارة التي يقودها حزب الاتحاد الديمقراطي، وحاولت المجالس المحلية الجديدة والشرطة الحرة توفير الاستقرار والحوافز للسياح للعودة. بحلول تموز (يوليو) 2018 ، بدأت هذه التدابير في التأثير، حيث جاء بعض الزوار إلى مناطق عفرين الترفيهية، مثل بحيرة مايدانكي.

## التعليم
سيطرت تركيا «سيطرةً مطلقةً على العملية التعليمية» في المنطقة،  وموّلت جميع الخدمات التعليمية. تم تجديد العديد من المدارس وبناء أخرى حديثًا، على الرغم من أن مناهج وزارة التربية السورية لا تزال توفر الأساس، فقد تم تعديل أجزاء معينة لتناسب وجهة النظر التركية فيما يتعلق بالحوادث التاريخية، على سبيل المثال تم استبدال عبارة «الاحتلال العثماني» بعبارة «الحكم العثماني».  يتم تدريس اللغة التركية كلغة أجنبية منذ الصف الأول، ويُمكن للذين يدرسون في مناطق الاحتلال الالتحاق بالجامعات في تركيا.

## ردود الأفعال

### ردود الفعل داخل سوريا

#### موقف الدّولة السّورية
سوريا - رفضت الحكومة السّورية «عملية درع الفرات» واصفة إيّاها بالعدوان وبالخرق المباشر لسيادة سوريا، وأضافت أن «مُحاربة الإرهاب ليست عبر طرد داعش وإحلال تنظيمات إرهابية أخرى مدعومة مباشرة من تركيا مكانه». وفي 19 مارس 2018 أدانت وزارة الخارجية احتلال القوات التركية لمدينة عفرين وطالبتها بالانسحاب الفوري منها، كما اتّمهت تركيا بارتكاب جرائم حرب فيها قائلة:
وقد وصف مندوب سوريا في الأمم المتحدة بشار الجعفري، الاحتلال التركي بأنه «أسوأ بـ 4 مرّات من الاحتلال الإسرائيلي للجولان» فيما يخص مساحة الأرض السورية التي تسيطر عليها كل من تركيا وإسرائيل، مشيرًا إلى أن تركيّا تُسيطر على مساحة 6 آلاف كيلومتر شمال سوريا.(1)

#### ردّ الأكراد
- الإدارة الذاتية لشمال وشرق سوريا - أدان المجلس المدني لمنطقة الشهباء احتلال جرابلس كمحاولة تركية للتوسع في سوريا، مشبهاً بمعركة مرج دابق وأراد أن تُصبح جرابلس «قبرًا للمحتل المُجرم أردوغان ومرتزقته».[66]
- المجلس الوطني الكردي - دعة إلى طرد القوات التركية من عفرين.[67] وعبّر عن دعمه لإنشاء مجلس محلي متنوع عرقيًا في عفرين.[68]
- بدأت وحدات حماية الشعب تمرّدًا ضد القوات التركية في عفرين من أجل استعادة المدينة، وذلكَ عبر عدّة فصائل أهمّها غضب الزيتون وقوات تحرير عفرين، ونفّذت عشرات التفجيرات والاغتيالات ضد الجنود الأتراك والفصائل المُعارضة المدعومة من تركيا.

### ردود الفعل الدولية
- أذربيجان - قال غانيرا باشاييفا عضو البرلمان، في 3 سبتمبر، إن تركيا ستكون ملزمة بحماية المدنيين في شمال سوريا من الجماعات الإرهابية وسيكون لها الحق في حماية نفسها من الهجمات التي تنطلق من سوريا بالتدخل العسكري.[69]
- قبرص - تبنّى مجلس النواب القبرصي بالإجماع في 9 سبتمبر قرارًا يدين «الغزو غير المقبول لتركيا في سوريا، بذريعة الحرب ضد الإرهاب». كما دعا المجتمع الدولي إلى المطالبة بانسحاب تركيا من سوريا.[70]
- إيران - حث الناطق باسم وزارة الخارجية الإيرانية بهرام قاسمي، أنقرة، في 31 أغسطس، على إنهاء تدخلها العسكري بسرعة في سوريا ، قائلاً إن هذا انتهاك «غير مقبول» للسيادة السورية.[71]
- فرنسا - أكد الرئيس ماكرون لقوات سوريا الديمقراطية دعم فرنسا لاستقرار المنطقة الآمنة في شمال شرق سوريا، في إطار حكم شامل ومتوازن، لمنع أي عودة لتنظيم الدولة الإسلامية.[72]
- تركيا - قال الرئيس رجب طيب أردوغان يوم الجمعة 30 مارس 2018، إن تركيا بدأت الاستعدادات لتطهير مناطق شمال عين العرب ورأس العين وتل أبيض والحسكة من المسلحين حتى الحدود العراقية. وأضاف أن ذلك سيؤدي أيضًا إلى تطهير المتشددين القادمين من العراق.[73]
- الجزائر - أدانت الجزائر التدخل العسكري في ادلب السورية من طرف بلد جار، معتبرة بأنه إخلال بمبدئ حسن الجوار واحترام سيادة الدول، فإنه من شأنه إطالة عمر الأزمة وتقويض فرص حلها عن طريق الحوار السياسي. وجددت تضامن الجزائر مع الحكومة والشعب السوري الشقيق من أجل استعادة السلم والأمن وبسط سيادة الدولة والشعب على كامل التراب السوري.[74][75][76]

## مُلاحظات
1 وقد اعتبر السّفير أن المدن التي تسيطر عليها تركيا تشمل إضافة إلى عفرين وجرابلس، مدينة إدلب ومُحيطها، والتي كانت تُسيطر عليها وقتئد جماعات مُسلّحة مُعارضة مدعومة من تركيا.